# 神戸市立唐櫃小学校
神戸市立唐櫃小学校（こうべしりつからとしょうがっこう）は、兵庫県神戸市北区唐櫃台2丁目にある公立の小学校である。

## 沿革
- 1873年 - 有馬郡第19唐櫃簡易小学校（2年制）として多聞寺境内に開校。
- 1890年 - 唐櫃尋常小学校（4年制）と改称、上向山に移転。
- 1894年 - 裁縫科・専修科を設置。
- 1899年 - 補習科を設置。
- 1909年 - 6年制に移行。
- 1922年 - 高等科を設置し唐櫃尋常高等小学校と改称。
- 1927年 - 神鉄六甲に移転。[1]
- 1941年 - 唐櫃国民学校と改称。
- 1947年 - 神戸市立唐櫃小学校と改称。
- 1949年 - 六甲山分教場を設置。
- 1952年 - 分教場が神戸市立六甲山小学校として分離。
- 1967年 - 現在地に移転。（神戸市有野町唐櫃）
- 1978年 - 学校の住所表示の変更。唐櫃台2丁目となる。

## 教育目標
- 心豊かに ともに 伸びる子
  - 思いやりの心をもち ともに伸びていく子
  - たくましい体で くじけずにやりぬく子
  - ねばり強く考え 自ら学びとっていく子

## 通学区域
- 神戸市北区[2]
  - 有野町唐櫃（大池地区を除く）、唐櫃台1 - 4丁目、唐櫃六甲台

## 校区内の主な施設
- 神戸電鉄有馬線唐櫃台駅
- からと幼稚園
- からと保育園
- からとの湯
- コープからと
- 神戸唐櫃郵便局
- 神戸市立唐櫃中学校（進学先中学校）
- 兵庫県立神戸北高等学校
- 神鉄バス株式会社（阪急バス唐櫃営業所を併設）

## 交通
- 神戸電鉄有馬線唐櫃台駅より徒歩約3分

## 通学区域が隣接している学校
- 神戸市立谷上小学校
- 神戸市立大池小学校
- 神戸市立義務教育学校八多学園
- 神戸市立藤原台小学校
- 神戸市立有野小学校
- 神戸市立有馬小学校
- 神戸市立六甲山小学校